# Pawle Gilaszwili
Pawle Gilaszwili (ur. 2 maja 1918 w Tyflisie, zm. 1 października 1994) – radziecki i gruziński polityk, przewodniczący Prezydium Rady Najwyższej Gruzińskiej SRR w latach 1976-1989.
Urodzony w rodzinie urzędnika, od 1934 pracował jako ślusarz w fabryce narzędzi w Tbilisi, od 1937 członek Komsomołu, 1939–1945 żołnierz Armii Czerwonej, uczestnik II wojny światowej. 1945–1958 w aparacie KC Komsomołu Gruzińskiej SRR i KC Komunistycznej Partii Gruzji, 1958–1967 w aparacie KC KPZR, 1967–1972 przewodniczący Rady Ministrów Abchaskiej ASRR. Od 26 stycznia 1976 do 29 marca 1989 przewodniczący Prezydium Rady Najwyższej Gruzińskiej SRR i równocześnie zastępca przewodniczącego Prezydium Rady Najwyższej ZSRR. 1976–1989 członek Centralnej Komisji Rewizyjnej KPZR. Delegat na XIX Konferencję KPZR.

## Odznaczenia
- Order Lenina
- Order Rewolucji Październikowej (dwukrotnie)
- Order Przyjaźni Narodów
- Order Czerwonej Gwiazdy
- Order „Znak Honoru”